# Список послов СССР и России в Того
В статье представлен список послов СССР и России в Того.

## Хронология дипломатических отношений
- 1 мая 1960 г. — установлены дипломатические отношения на уровне посольств.
- Январь 1977 г. — открыто посольство СССР в Того.
- С 31 декабря 1992 г. — послами России в Того по совместительству назначаются послы в Бенине.

## Список послов
| Срок полномочий                    | Посол                          | Годы жизни | Вручение верительных грамот | Комментарии            |
| ---------------------------------- | ------------------------------ | ---------- | --------------------------- | ---------------------- |
| СССР                               |                                |            |                             |                        |
| 15 июня 1960 — 2 июля 1961         | Джабар Расулович Расулов       | 1913—1982  | 9 августа 1960              |                        |
| 2 июля 1961 — 19 февраля 1966      | Анвар Марасулович Кучкаров     | 1916—1996  | 7 сентября 1961             |                        |
| 19 февраля 1966 — 23 ноября 1970   | Николай Васильевич Смолин      | 1914—1982  | 22 апреля 1966              |                        |
| 23 ноября 1970 — 11 сентября 1978  | Пётр Константинович Слюсаренко | 1912—?     | 30 декабря 1970             |                        |
| 11 сентября 1978 — 14 октября 1984 | Иван Алексеевич Илюхин         | 1916—2001  | 21 ноября 1978              |                        |
| 14 октября 1984 — 27 мая 1987      | Сергей Данилович Шавердян      | 1927—2014  | 19 ноября 1984              |                        |
| 27 мая 1987 — июль 1988            | Юрий Михайлович Котов          | 1941—      |                             | Не вступил в должность |
| 30 июня 1989 — 25 декабря 1991     | Олег Николаевич Чёрный         | 1931—1995  |                             |                        |
| Российская Федерация               |                                |            |                             |                        |
| 25 декабря 1991 — 2 ноября 1992    | Олег Николаевич Чёрный         | 1931—1995  |                             |                        |
| 31 декабря 1992 — 8 мая 1998       | Юрий Петрович Чепик            | 1939—      |                             | По совместительству    |
| 30 сентября 1998 — 17 июля 2002    | Владимир Павлович Тимофеев     | 1943—      |                             | По совместительству    |
| 17 февраля 2003 — 30 июня 2008     | Владимир Семёнович Тимошенко   | 1943—      |                             | По совместительству    |
| 30 июня 2008 — 31 мая 2013         | Юрий Григорьевич Гращенков     | 1945—2022  |                             | По совместительству    |
| 31 мая 2013 — 7 августа 2017       | Олег Владимирович Ковальчук    | 1956—      |                             | По совместительству    |
| 4 сентября 2017 — настоящее время  | Игорь Дмитриевич Евдокимов     | 1956—      | 5 июня 2018                 | По совместительству    |